# Wolin (działacz anarchistyczny)
Wolin, właściwie Wsiewołod Michajłowicz Eichenbaum (ros. Всеволод Михайлович Эйхенбаум), pseud. Wolin, W. Wolin, S. Wolin, Michajłowicz i inne (ros. Волин, В. Волин, С. Волин, Михайлович, fr. Voline), krypt. W. E. (ros. В. Э.; ur. 30 lipca?/11 sierpnia 1882 w Woroneżu, zm. 18 września 1945 w Paryżu) – rosyjski anarchista i działacz rewolucyjny, historyk ruchu rewolucyjnego, publicysta i redaktor prasy anarchistycznej. Uczestnik rewolucji 1905 roku i powstania Machny.
Był redaktorem pisma „Gołos Truda” („Głos Pracy”), najważniejszego periodyku anarchistycznego w porewolucyjnej Rosji, i współzałożycielem anarchistycznej organizacji Nabat na Ukrainie. Odegrał istotną rolę w ruchu partyzanckim dowodzonym przez Nestora Machnę podczas wojny domowej w Rosji. Redagował prasę anarchistyczną w Europie i w Stanach Zjednoczonych, szeroko w tejże publikując. Był współautorem książki-dokumentu ukazującej bolszewicki terror w porewolucyjnej Rosji i autorem anarchistycznej historii rewolucji rosyjskiej.

## Życiorys

### Dzieciństwo i młodość
Urodził się w inteligenckiej rodzinie zasymilowanych rosyjskich Żydów. Rodzice, zamożni lekarze, zatrudniali zachodnich nauczycieli dla obu synów, dzięki czemu już w dzieciństwie obaj płynnie mówili po francusku i niemiecku. Uczęszczał do gimnazjum w Woroneżu, po ukończeniu którego zapisał się na wydział prawa uniwersytetu w Petersburgu, gdzie zainteresował się rewolucyjnymi ideami. W 1904 roku porzucił studia i wstąpił do partii socjalistów-rewolucjonistów, angażując się w działalność agitacyjną wśród robotników stolicy.
22 stycznia 1905 roku wziął udział w idącym pod Pałac Zimowy marszu protestacyjnym robotników. Marsz, ostrzelany przez żołnierzy carskich, w wyniku czego zginęło – według różnych źródeł – od kilkuset do ponad tysiąca osób, stał się asumptem do wybuchu rewolucji 1905 roku.
Jeszcze jako eserowiec, uczestniczył w formowaniu pierwszej Rady Robotniczej Petersburga oraz w powstaniu kronsztadzkim w październiku 1905 roku, po którym odsiedział krótki wyrok w twierdzy Pietropawłowskiej. W 1907 roku za udział w ekspropriacjach został ponownie aresztowany przez Ochranę, skazany na dożywotnie zesłanie i wywieziony na Syberię, skąd udało mu się uciec i przedostać do Francji.

### Na emigracji
W 1911 roku, po zdemaskowaniu przez Burcewa prowokatorskiej działalności Azefa, odszedł z partii eserów, stając się admiratorem anarchistycznego komunizmu. W Paryżu poznał francuskich i rosyjskich anarchistów, m.in. Sébastiena Faure (z którym później współpracował przy pisaniu czterotomowej Encyclopédie Anarchiste) i Apollona Karelina, wspólnie z którym założył niewielką grupę Wolnych Socjalistów (od 1913 roku – Bractwo Wolnych Obszczinników). Współredagował organ grupy, pismo „Mołot”, a w roku 1913 wziął udział w zjeździe Bractwa Wolnych Obszczinników.

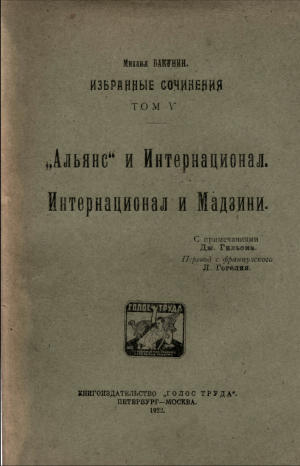
Tom piąty Dzieł wybranych Bakunina, wydanych nakładem grupy „Gołos Truda”, już po odejściu Wolina

Jako zagorzały antymilitarysta, w 1913 roku został aktywnym członkiem Komitetu na rzecz Akcji Międzynarodowej – antywojennej organizacji stworzonej przez anarchistów i syndykalistów. Po wybuchu I wojny światowej w związku ze swoją działalnością miał zostać internowany przez francuskie władze, ale uprzedzony przez przyjaciół, zaokrętował się jako sternik na statku płynącym do Stanów Zjednoczonych, zostawiając we Francji żonę i dzieci. Na początku 1916 roku przybył do Nowego Jorku, gdzie wstąpił do Związku Robotników Rosyjskich w Stanach Zjednoczonych i Kanadzie, anarchosyndykalistycznej organizacji liczącej ok. 10 tysięcy członków. Współredagował „Gołos Truda” – czasopismo Związku, prowadził wykłady i brał udział dyskusjach w Stanach Zjednoczonych i w Kanadzie.

### Powrót do Rosji
Po wybuchu rewolucji lutowej postanowił jak najszybciej wrócić do Rosji. W lipcu 1917 roku Wolin i redakcja „Gołosu Truda” oraz działacze Anarchistycznego Czerwonego Krzyża dotarli do Petersburga. W sierpniu tegoż roku wznowiono wydawanie „Gołosu Truda” jako tygodnika przy Związku Propagandy Anarchosyndykalistycznej, popularyzującego rewolucyjny syndykalizm wśród robotników stolicy.
Wolin stał się jednym z czołowych anarchistycznych intelektualistów okresu rewolucji. Był popularnym mówcą na zjazdach, w fabrykach i w klubach, wzywającym do ustanowienia kontroli robotniczej nad produkcją, w miejsce zarówno kapitalizmu jak i związkowego reformizmu. Pod jego kierownictwem „Gołos Truda” stał się najbardziej wpływowym anarchosyndykalistycznym pismem w rewolucji rosyjskiej, z nakładem dwudziestu pięciu tysięcy egzemplarzy.
Pod koniec 1917 roku wszedł w spór z nową, bolszewicką administracją. Pisał w „Gołosie Truda”: „Kiedy ich władza zostanie skonsolidowana i zalegalizowana, bolszewicy jako państwowi socjaliści, to jest ludzie, którzy wierzą w scentralizowane i autorytarne kierownictwo, zaczną kierować życiem kraju i ludzi”. Rady, dodawał, będą „narzędziami rządu centralnego”, a Rosja ujrzy powstanie „autorytarnego politycznego i państwowego aparatu, który zmiażdży opozycję żelazną pięścią. »Cała władza w ręce rad« zmieni się w »Cała władza w ręce kierownictwa partii«”.
W marcu 1918 roku, po podpisaniu traktatu w Brześciu Litewskim wystąpił z jego gwałtowną krytyką. Traktat był w jego opinii upokarzającą kapitulacją przed siłami reakcji, zdradą rewolucji. Nazwał go „skandalicznym” aktem, wzywając do „nieugiętej wojny partyzanckiej” przeciwko Niemcom.

### W armii Nestora Machno
W tym samym miesiącu zrezygnował z redagowania „Gołosu Truda” i wyjechał na Ukrainę. W Charkowie stał się czołowym działaczem Nabatu i redaktorem organizacyjnej gazety wydawanej pod tą samą nazwą. Po odejściu z redakcji „Gołosu Truda” ewoluował od anarchosyndykalizmu w kierunku ekumenicznej idei, którą nazwał „zjednoczonym anarchizmem”. Widział Nabat jako realizację tej idei w praktyce; jako organizację, skupiającą działaczy wszystkich szkół myśli anarchistycznej – indywidualistów, komunistów i syndykalistów – a która jednocześnie gwarantowałaby autonomię każdej jednostce i grupie. Odegrał kluczową rolę na pierwszej konferencji Konfederacji Nabat w Kursku w grudniu 1918 roku, gdzie próbowano stworzyć deklarację zasad utrzymanych w duchu „zjednoczonego anarchizmu”.

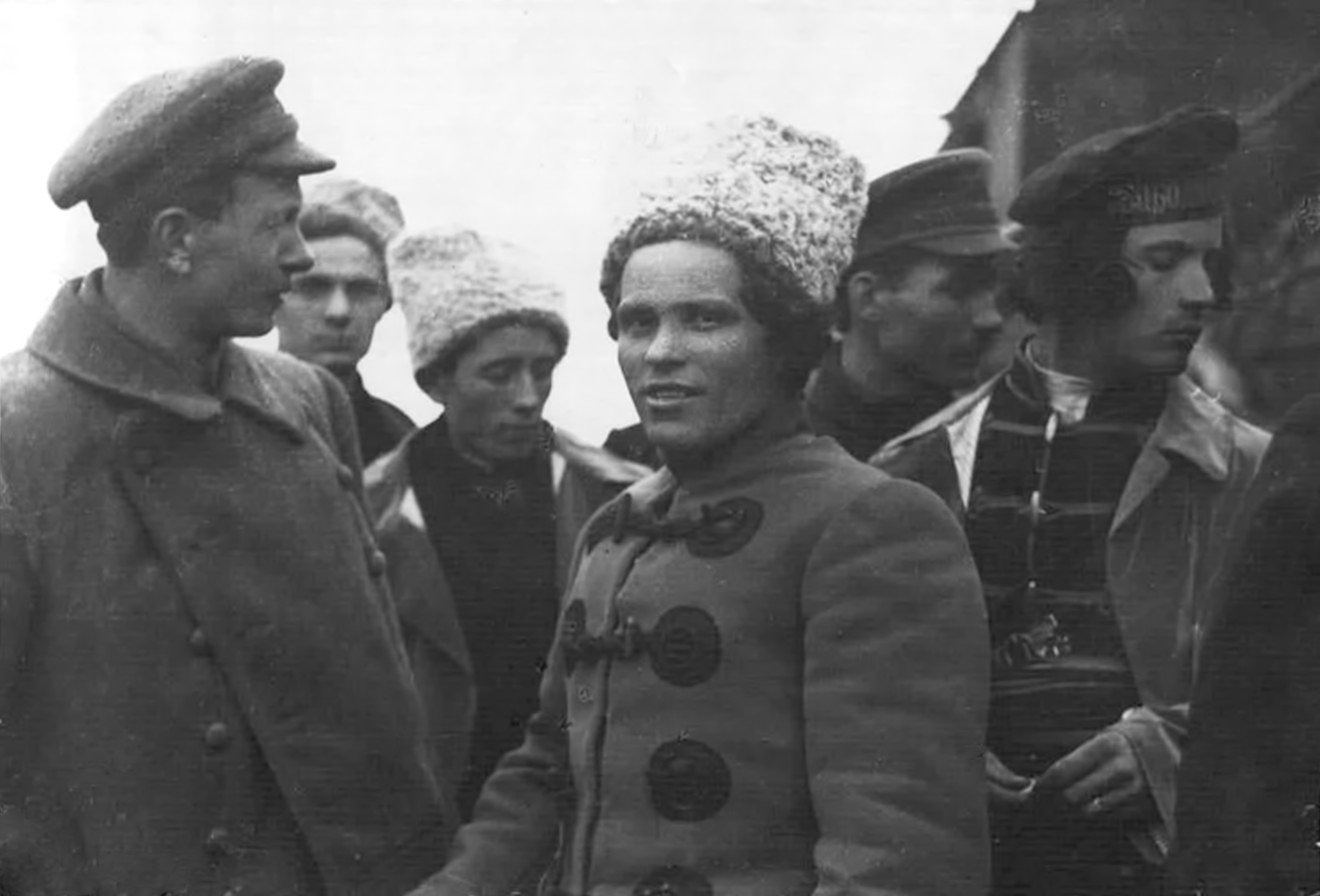
Partyzantka machnowska (Machno w środku)

Latem 1919 roku, kiedy bolszewicy nasilili prześladowania wobec anarchistów, zaczęli zamykać ich pisma i miejsca spotkań, Wolin wyruszył do Hulajpola i przyłączył się do armii Machny, dla którego Konfederacja Nabat stanowiła zaplecze ideowe. Działając w Komisji Kulturalno-Edukacyjnej, wydawał gazety ruchu, układał proklamacje i manifesty, organizował mityngi i konferencje. Przez sześć miesięcy uczestniczył również w Radzie Wojenno-Rewolucyjnej Powstańczej Armii Ukrainy (machnowców).
W grudniu 1919 roku Rada Wojenno-Rewolucyjna wysłała go do Krzywego Rogu, celem przeciwdziałania propagandzie ukraińskich nacjonalistów Petlury. Tam też 14 stycznia 1920 roku chorego na tyfus Wolina aresztowała Armia Czerwona, przekazując go Czeka. Trocki, nieustannie krytykowany w gazecie Nabatu, nakazał jego egzekucję,
ale anarchiści w Moskwie, pośród nich m.in. Aleksander Berkman, który niedawno przyjechał ze Stanów Zjednoczonych, wystosowali do Nikołaja Kriestinskiego, sekretarza partii komunistycznej, apel o przewiezienie Wolina do Moskwy. Krestinski, pomimo że znał Eichenbauma z czasów studenckich, odrzucił prośbę utrzymując, że jest on kontrrewolucjonistą. Pod naciskiem anarchistów oraz ich sympatyków (m.in. Victora Serge'a) ostatecznie, w marcu 1920 roku, ustąpił i rozkazał przewieźć Wolina do moskiewskiego więzienia Butyrki.
Siedem miesięcy później, w ramach ugody między Armią Czerwoną i Armią Powstańczą Machny, Eichenbaum został zwolniony z więzienia. Po uwolnieniu złożył wizytę Kropotkinowi. Wróciwszy następnie do Charkowa, ponownie podjął się redakcji „Nabatu” i rozpoczął przygotowania do Wszechrosyjskiego Zjazdu Anarchistów, który miał się odbyć pod koniec roku 1921. W drugiej połowie listopada Trocki zerwał jednak porozumienie, atakując główną siedzibę armii Machny. Członkowie Konfederacji Nabat zgromadzeni w Charkowie zostali aresztowani przez Czeka. Wolin został przewieziony do Moskwy i ponownie osadzony na Butyrkach, przeniesiony następnie kolejno do Lefortowa i Taganki.
Przebywał w więzieniu ponad rok. W styczniu 1922 roku po jedenastodniowym strajku głodowym więźniów-anarchistów, został zwolniony rozkazem Lenina pod warunkiem natychmiastowego wyjazdu za granicę. Wyjechał do Niemiec. Nigdy już nie wrócił do kraju.

### Ponownie na emigracji
W Berlinie przebywał około 2 lat, gdzie pomagał mu niemiecki anarchista Rudolf Rocker. Wolin redagował tam pismo „zjednoczonego anarchizmu” „Anarchiczeskij Wiestnik” i razem z Aleksandrem Berkmanem zajmował się pomocą dla uwięzionych lub pozostających na wygnaniu towarzyszy. Tamże w 1922 roku wydał – pisaną wraz z historykiem Grigorijem Gorelikiem i innymi rosyjskimi anarchistami – niewielką, ale ważną pracę Prześladowania anarchizmu w sowieckiej Rosji. Praca ta, przełożona niemal natychmiast na francuski i niemiecki, przyniosła światu pierwsze udokumentowane informacje o bolszewickich prześladowaniach anarchistów. Rok później napisał cenną przedmowę do historii machnowszczyzny Piotra Arszinowa i przełożył książkę na francuski, który to przekład ukazał się w tym samym jeszcze roku w Paryżu, poprzedzony przedmową Wolina i Sébastiena Faure.
W 1924 roku został zaproszony przez Faure do Paryża, do współpracy z nim przy redakcji Encyclopédie Anarchiste, do której napisał kilka ważnych artykułów.
W ciągu następnych dwunastu lat Wolin wniósł swój wkład w wiele innych anarchistycznych wydawnictw, m.in. pism „Le Libertaire” i „La Revue Anarchiste” w Paryżu, „Die Internationale” w Berlinie oraz „Man!”, „Dieło Truda” i „Fraje Arbeter Sztyme” w Stanach Zjednoczonych. Opublikował również tom poezji dedykowany pamięci zmarłego w 1921 roku Kropotkina oraz rozpoczął prace nad monografią rewolucji rosyjskiej.

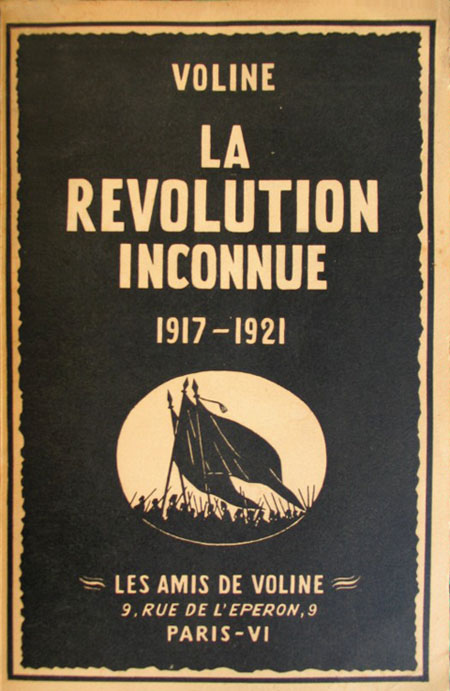
Pierwsze wydanie Nieznanej rewolucji, opublikowane nakładem „Przyjaciół Wolina”. Paryż, 1947 rok

W 1926 roku po opublikowaniu przez Arszinowa, Machnę i innych Platformy organizacyjnej wolnościowego komunizmu, wzywającej do ustanowienia Powszechnego Związku Anarchistów, stał się jej zdecydowanym przeciwnikiem. Wraz z grupą towarzyszy opublikował ostrą replikę skierowaną do Arszinowa, argumentując, że Platforma ze swoimi apelami o stworzenie komitetu centralnego jest sprzeczna u podstaw z anarchistycznymi zasadami lokalnej inicjatywy i że jest ona odbiciem „partyjnego ducha” autorów.
Pod koniec lat dwudziestych i w latach trzydziestych kontynuując demaskowanie sowieckiej dyktatury, pisał o bolszewizmie nazywając go „czerwonym faszyzmem” i przyrównując Stalina do Hitlera i Mussoliniego. Po wybuchu wojny domowej w Hiszpanii w 1936 roku zgodził się, na prośbę anarchosyndykalistycznej centrali związkowej CNT, wydawać w Paryżu jej pismo „L’Espagne Anti-Fasciste”. Zrezygnował jednak wkrótce, kiedy CNT poparła Front Ludowy i weszła do rządu.
W 1937 roku po śmierci żony przeszedł załamanie nerwowe. W roku 1938 wyjechał z Paryża do Nîmes, gdzie redagował pismo „Terre Libre” i kontynuował studia nad rewolucją rosyjską, pisząc Nieznaną rewolucję. Prace nad książką zakończył już po wybuchu II wojny światowej, w Marsylii w 1940 roku, nie zdążył jej jednak już wydać. Nieznana rewolucja ukazała się dopiero dwa lata po śmierci autora, opublikowana przez przyjaciół Wolina w Paryżu w 1947 roku, stając się najważniejszą anarchistyczną historią rewolucji rosyjskiej. W ocenie Wolina „rewolucja rosyjska była eksplozją masowego niezadowolenia, ale była także masową, twórczą, fundamentalną, spontaniczną i niepolityczną – prawdziwie społeczną rewolucją. Taką, jaką przewidywał Bakunin pół wieku wcześniej”.
Po inwazji nazistów i utworzeniu rządu Vichy, sytuacja Wolina znacznie się pogorszyła. Przenosił się z jednej kryjówki do drugiej, żyjąc w skrajnej nędzy i w ciągłej obawie przed aresztowaniem. Nie chciał jednak szukać schronienia za oceanem, utrzymywał, że potrzebny jest we Francji, żeby spotykać się z młodzieżą i „przygotowywać ją do rewolucji, która nadejdzie gdy skończy się wojna”.
Prześladowany przez władze zarówno jako anarchista, jak i jako Żyd, Wolin zdołał jednak wojnę przeżyć. W 1945 roku wrócił do Paryża, gdzie natychmiast trafił do szpitala chory na ciężką gruźlicę. Tamże zmarł 18 września 1945 roku. Jego ciało skremowano, a prochy pochowano na cmentarzu Père-Lachaise.

## Ważniejsze publikacje
- Wolin: Konfiedieracija anarchisticzeskich organizacij Ukrainy „Nabat”. b.m.: 1919. (ros.).Sprawdź autora:1. Brak numerów stron w książce
- Wolin: Don i dobrowolczeskaja armija. Oczerki niedawniego proszłogo. Rostow-na-Donu: 1919. (ros.).Sprawdź autora:1. Brak numerów stron w książce
- Wolin: Rewolucija i anarchizm. Sbornik statiej. b.m.: „Nabat”, 1919. (ros.).Sprawdź autora:1. Brak numerów stron w książce
- Wolin: Wmiesto wienka. W: A. Borowoj i N. Lebiediew (red.): Sbornik statiej poswiaszczennyj pamiati P.A. Kropotkina. Pietierburg–Moskwa: Knigoizd. „Gołos Truda”, 1922. (ros.).Sprawdź autora:1. Brak numerów stron w książce
- Wolin, A. Gorelik, A. Komow: Gonienia na anarchizm w sowietskoj Rosiji. Berlin: Izd. „Gruppy russkich anarchistow w Giermanii”, 1922. (ros.).Sprawdź autora:1. Brak numerów stron w książce
- Voline: Le fascisme rouge. Bruxelles: Pensée et action, 1934. (fr.).Sprawdź autora:1. Brak numerów stron w książce
- Voline: La revolution inconnue. 1917–1920. Paris: Les amis de Voline, 1947 [wyd. pośmiertne]. (fr.).Sprawdź autora:1. Brak numerów stron w książce

### Polskie przekłady
- Wolin (W. M. Eichenbaum): Nieznana rewolucja. Poznań: Wyd. Oficyny „Trojka”, 2007. ISBN 978-83-923977-3-1. (pol.).Sprawdź autora:1. Brak numerów stron w książce